# Helictopleurus quadripunctatus
Helictopleurus quadripunctatus är en skalbaggsart som beskrevs av Olivier 1789. Helictopleurus quadripunctatus ingår i släktet Helictopleurus och familjen bladhorningar. Inga underarter finns listade i Catalogue of Life.